# Jan Nepomucen Rygalski
Jan Nepomucen Józef Rygalski (ur. 1718 w Wieluniu, zm. 29 września 1779 w Krakowie) – polski naukowiec, profesor teologii i rektor Akademii Krakowskiej.

## Życiorys
Pochodził z rodziny mieszczańskiej, w 1738 zapisał się na studia w Akademii Krakowskiej, 21 maja 1741 został doktorem filozofii i podjął wykłady na Wydziale Filozoficznym. W latach 1746–1752 wykładał jako profesor filozofii  w Akademii Lubrańskiego w Poznaniu. Do Krakowa powrócił jesienią 1752 ponownie obejmując wykłady na Wydziale Filozoficznym, otrzymał tytuł notariusza apostolskiego, a 27 marca 1754 powołany został na kanonika kolegiaty św. Anny w Krakowie. W 1755 został dziekanem Wydziału Filozoficznego oraz rozpoczął wykłady z prawa kościelnego, co wywołało gwałtowny sprzeciw profesorów Wydziału Prawa, którzy uznali to za pogwałcenie swych przywilejów.
Dekretem biskupa Andrzeja Stanisława Załuskiego z 1 października 1756 został na okres 3 lat zaocznie zawieszony w prawach akademickich, z zakazem nadawania mu stopni naukowych i godności uniwersyteckich. Od wyroku próbował Rygalski apelować do trybunału nuncjusza apostolskiego w Warszawie, sprawę odesłano jednak z powrotem do decyzji biskupa krakowskiego. W 1760 przeszedł na Wydział Teologiczny, gdzie podjął wykłady z zakresu nauki o sakramentach oraz został kanonikiem kościoła św. Floriana w Krakowie. 15 września 1760 został delegatem uniwersytetu na sejm walny w Warszawie, bronił tam interesów uczelni. W latach 1762–1768 pełnił urząd prokuratora generalnego Akademii, a w latach 1772–1774 trzykrotnie wybierano go rektorem Akademii. Pochowany został w kościele św. Anny, któremu ufundował dębowe stalle oraz hełmy na wieżach kościoła.